# Instituto de Investigaciones de la Amazonía Peruana
El Instituto de Investigaciones de la Amazonía Peruana (IIAP) es una institución científica con sede en la ciudad de Iquitos, en la región Loreto de Perú. IIAP es la institución de referencia mundial sobre la Amazonía peruana.
El IIAP fue creado en 1981 por mandato de la Constitución Política del Perú de 1979. La misión del IIAP es generar y proveer conocimientos sobre la diversidad biológica y sociocultural de la Amazonía peruana, en beneficio de la población, que sean pertinentes, eficientes y confiables. Realiza proyectos de investigación y desarrollo científicos y capacitación tecnológica con servicios de participación comunitaria. El sistema de investigación del instituto está conformado por cinco direcciones de investigación.
Las oficinas principales del IIAP están ubicadas en el distrito de San Juan Bautista en Iquitos, y tiene sucursales en Pucallpa, San Martín, Puerto Maldonado, Huánuco y Chachapoyas. La Dra. Carmen García Dávila es la presidenta del IIAP desde 2021.
Las áreas de enfoque del IIAP incluyen bionegocios, biotecnología molecular, educación y protección ambiental, conservación, ecología, estudios antropológicos y lingüísticos, tecnología ambiental, así como la creación de aplicaciones de informática. IIAP tiene significantes alianzas con organizaciones internacionales alrededor del mundo, incluyendo el Banco Mundial, el Global Biodiversity Information Facility, la Enciclopedia de la Vida y la Universidad de Colorado.

## Direcciones de Investigación
El IIAP realiza actividades de investigación a través de sus Direcciones y Equipos de Investigación, cada una con un núcleo científico específico (biología, hidrología, ecología forestal, meteorología, antropología, bioinformática):   
| Nombre                                                                                      | Área de investigación | Referencia |
| ------------------------------------------------------------------------------------------- | --- | ---------- |
| Dirección de Investigación en Biodiversidad Amazónica (DBIO)                                | Investigación científica sobre el estado actual de la Amazonia Peruana con estadísticas, cálculos y estrategias de conservación.                                   | [ 8 ]      |
| Dirección de Investigación para el Uso y Conservación del Agua y sus Recursos (AQUAREC)     | Este programa realiza proyectos de hidrología, acuicultura y las políticas ambientales en el sistema hidrográfico de la Amazonia peruana.                          | [ 9 ]      |
| Dirección de Investigación en Manejo Integral del Bosque y Servicios Ambientales (BOSQUES)  | Desarrolla proyectos de ecología forestal, reforestación, silvicultura, secuestro de carbono y genética para la domesticación de plantas.                          | [ 10 ]     |
| Equipo Funcional de Territorios Amazónicos (TERRA)                                          | Este programa está enfocado en estudios geográficos, climatológicos y políticas ambientales en el ecosistema amazónico.                                            | [ 11 ]     |
| Dirección de Investigación de la Diversidad Cultural y Economía Amazónica (SOCIODIVERSIDAD) | Esta unidad de investigación realiza proyectos de antropología, sociología, sociolingüística, inclusión social, sociometría y socioeconomía en pueblos amazónicos. | [ 12 ]     |
| Dirección de Investigación en Información y Gestión del Conocimiento (GESCON)               | Este programa está enfocado esencialmente en bioinformática. | [ 13 ]     |